# Drijeva
Drijeva, srednjovjekovno trgovište pored današnjeg naselja Gabela. Ime su dobila po staroslavenskoj riječi drijevo što je značilo drvo, ali i lađu. Građa na latinskom jeziku Drijevu je nazivala imenom Forum Narenti vel mercatum de Narenta, a nazivala se još i Neretvanskim Gradom. Dubrovački spisi nazivaju je Drijeva, portus Narenti, forum Narenti i gabella Nerente. Moguće je da su se Drijeva nalazila na lijevoj obali Neretve, a na desnoj obali Krupe.
Prvi spomen Drijeva je 1186. u ugovoru između srpskog velikog župana Stefana Nemanje i Dubrovnika. Njime se dubrovačkim trgovcima jamčila sloboda trgovanja u Drijevima. U Drijevima se odvijala trgovina s Bosnom, i to ponajviše solju, žitom, pa čak i robovima. Vlasništvo nad Drijevima često se mijenjalo. Tako su oko 1280. bila u posjedu Đorđa (sina humskog kneza Andrije), početkom 14. stoljeća pod srpskom vlašću, od 1357. u posjedu Mađara, a nakon 1382. u posjedu Tvrtka I. U to vrijeme se spominju Dubrovčani kao zakupnici carine, za što su plaćali godišnju zakupninu od 6000 dukata. U 15. stoljeću vlasnici su bili vojvoda i herceg Hrvoje Vukčić Hrvatinić (od 1404.), vojvoda Sandalj Hranić (od 1410.), herceg Stjepan Vukčić Kosača (od 1435.) te kralj Stjepan Tomaš (od 1444.). Osmanlije su Drijeve spalile 1448., a Mlečani su na drugoj obali Neretve osnovali novo naselje. Tada počinje gubiti na važnosti, a Osmanlije je zauzimaju 1493. i nastavljaju ubirati carinu.